# 869
869 (DCCCLXIX) var ett normalår som började en lördag i den julianska kalendern.

## Händelser

### Okänt datum
- Karl den skallige blir kung av Lotharingia.
- Fjärde konciliet i Konstantinopel börjar.
- Stela 11, det sista av monument som rests vid Tikal, uppförs av Jasaw Chan K'awiil II.[1]
- Zanjupproret, ett slavuppror, bryter ut i Abbasidkalifatet i nuvarande södra Irak.

## Födda
- Yōzei, kejsare av Japan.

## Avlidna
- 8 augusti – Lothar II, hertig av Lothringen sedan 855
- Ermentrude av Orléans, drottning av Frankrike

### Fotnoter
1. ↑  Simon Martin; Nikolai Grube (2000). Chronicle of the Maya Kings and Queens: Deciphering the Dynasties of the Ancient Maya. London and New York: Thames & Hudson. ISBN 0-500-05103-8. OCLC 47358325